# نان گولاچ
نان گولاچ یکی از نان‌های سنتی استان سمنان در ایران است که بیشتر در شهرهای سمنان، مهدی‌شهر (سنگسر) و شهمیرزاد تهیه می‌شود. این نان از آرد گندم تهیه می‌شود و به دلیل استفاده از زردچوبه در ترکیب آرد، رنگی زرد دارد. نان گولاچ معمولاً به صورت دایره‌ای شکل و در روغن سرخ می‌شود و در پایان پخت، سطح آن با پودر قند یا شکر و دارچین تزئین می‌شود.
پخت نان گولاچ از گذشته‌های بسیار دور در میان مردم شهر سمنان رواج داشته‌است. این نان بیشتر در مناسبت‌های آیینی، به‌ویژه در شب برات پخته و به نیت خیرات برای درگذشتگان میان مردم توزیع می‌شده‌است. این رسم همچنان در برخی خانواده‌ها و محله‌های قدیمی سمنان پابرجاست.
در تاریخ ۲۵ اسفند ۱۴۰۰، خبرگزاری ایرنا گزارشی با عنوان «آیین پخت نان گولاچ در سمنان» منتشر کرد که در آن به معرفی این نان سنتی و آیین‌های مرتبط با آن پرداخته و تصاویری از مراحل تهیهٔ آن ارائه شده‌است.
در فروردین ۱۴۰۲، خبرگزاری ایسنا در گزارشی با عنوان «نان ویژه شب‌های قدر» به معرفی نان گولاچ پرداخت و اعلام کرد که این نان با شمارهٔ ۱۱۱۵ در فهرست میراث فرهنگی ناملموس در ایران  ثبت شده‌است.
در فروردین ۱۴۰۱، خبرگزاری مهر در گزارشی با عنوان «معرفی ۴ نان نوروزی استان سمنان» به معرفی نان گولاچ به‌عنوان یکی از چهار نان سنتی و قدیمی استان سمنان پرداخت و این استان را به‌دلیل تنوع بالای نان‌های سنتی، دارای ظرفیت تبدیل‌شدن به «پایتخت نان ایران» معرفی کرد.